# Давид Бургундский
Давид Бургундский (1427 или около 1426, Утрехт — 16 апреля 1496, Вейк-бей-Дюрстеде, Утрехт) — епископ Теруана (1451—1455) и Утрехта (1456—1496).

## Биография
Внебрачный сын (бастард) Филиппа Доброго, герцога Бургундского (1396—1467). В 1451 году при поддержке своего был назначен епископ Теруанским.
После смерти утрехтского епископа Рудольфа ван Дипхольта (1423—1455) бургундский герцог Филипп Добрый решил посадить на епископскую кафедру своего внебрачного сына Давида, который получил поддержку папы римского Каликста III. Но новым епископом Утрехта был избран Гийсбрехт ван Бредероде (1455—1456), пользовавшийся поддержкой фракции «Трески». 3 августа 1456 года Филипп Добрый заставил жителей Оверэйсела признать назначение Давида епископом Утрехта. Бургундская армия осадила город Девентер, который после пятинедельной осады вынужден был сдаться и признать Давида Бургундского епископом Утрехта. Гийсбрехт ван Бредероде за большую компенсацию согласился от казаться от епископского сана.
В 1459 году под давлением оппозиции епископ Давид Бургундский вынужден был покинуть Утрехт и поселился в недавно им приобретенном Вейк-бей-Дюрстеде, где он провел всю оставшуюся жизнь. Благодаря поддержке Бургундии и умной политике, авторитет Давида вырос. Другой эффективной мерой было создание центрального апелляционного суда, который был выше городского закона. В 1470 году по приказу утрехтского епископа были арестованы Гийсбрехт ван Бредероде и его брат Рейнальд ван Бредероде. Это привело к Первой Утрехтской гражданской войне (1470—1474), в которой Давид Бургундский одержал победу.
Давид Бургундский, пользовавшийся поддержкой своего отца, Филиппа Доброго, и единокровного брата, Карла Смелого, был одним из самых влиятельных епископов в Европе. Но после гибели Карла Смелого, герцога Бургундии в 1477 году, всё изменилось. Политика Давида Бургундского привела к восстанию сторонников фракции «Крючка» в 1481 году. В 1483 году Давид был взят в плен повстанцами. После вмешательства австрийского эрцгерцога Максимилиана Габсбурга, Давид был освобожден из плена. Армия Максимилиана под командованием Жосса де Лалена осадила Утрехт, который после двухмесячной осады сдался и был вынужден признать власть Давида.
Последние годы правления Давида Бургундского были сосредоточены на восстановлении финансовой ситуации, разрушенной во время Гражданской войны 1481—1483 годов. Давид скончался в 1496 году и был похоронен в церкви Вейк-бей-Дюрстеде.
Давид Бургундский был любителем искусства. Он привлекал к своему двору художников и придал мощный импульс строительству Утрехтского собора. Он модернизировал свою резиденцию, замок Дюрстеде в Вейк-бей-Дюрстеде. В Музее в Монастыре Святой Екатерины хранится красивая капа епископа Давида Бургундского.